# Relations entre l'Allemagne et les États-Unis

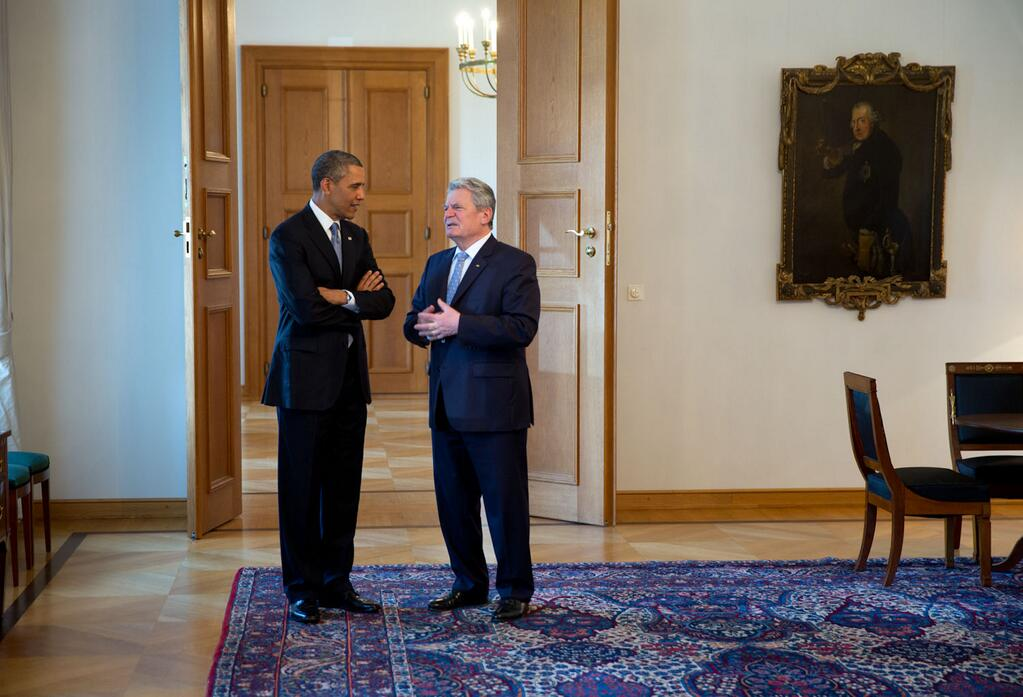
Le président américain Barack Obama et le président allemand Joachim Gauck lors d'un entretien au Château de Bellevue, en 2013.

Les relations entre l'Allemagne et les États-Unis sont les relations trans-Atlantique entre la République fédérale d'Allemagne et les États-Unis. L'Allemagne a une ambassade à Washington D.C tandis que les États-Unis ont une ambassade à Berlin.
Les États-Unis et l'Allemagne ont été ennemis lors de la Première et la Seconde Guerre mondiale. Toutefois, les deux pays sont désormais de proches alliés dans le cadre de l'OTAN et l'Allemagne est l'un des partenaires européens les plus importants des États-Unis.
La perception des États-Unis par les Allemands est globalement négative. En juin 2017, un sondage montre qu’à peine un Allemand sur cinq considère les États-Unis comme un « partenaire digne de foi ».

## Histoire

### Guerre Froide
Le United Kingdom - United States Communications Intelligence Agreement est un traité secrètement signé le 5 mars 1946 entre le Royaume-Uni et les États-Unis, rejoints par d'autres pays, dont l’Allemagne. Chacun de ces pays s'engageait à assurer la surveillance des communications dans une région donnée et à partager ses infrastructures avec les États-Unis. Le traité ciblait prioritairement l'Union soviétique et les pays communistes, bien qu'il se soit par la suite étendu aux mouvements anticoloniaux. L’Allemagne n'est cependant considérée que comme une « partie tierce » et ne dispose que d'un accès restreint aux renseignements ainsi collectés.
En novembre 1962, alors que le ministre fédéral allemand de la défense Kai-Uwe von Hassel est en voyage aux États-Unis pour conclure un accord militaire germano-américain.

### De nos jours

#### Espionnage
Tout comme plusieurs autres dirigeants occidentaux, la chancelière allemande Angela Merkel a été mise sur écoute par la National Security Agency (NSA). L'existence de ces écoutes est révélée en 2013 par Edward Snowden.

#### Collaboration militaire

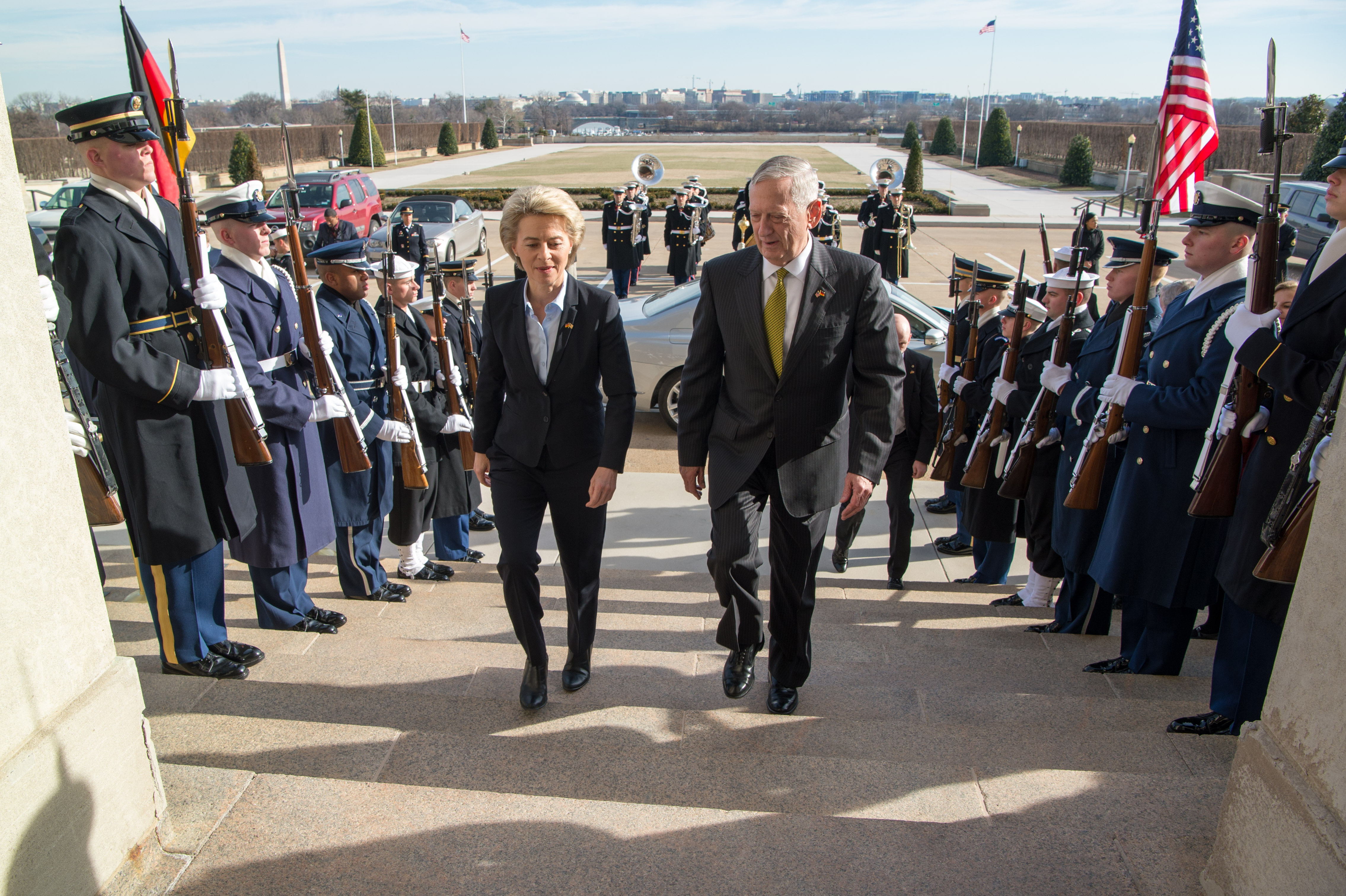
Le secrétaire américain à la Défense James Mattis et la ministre fédérale allemande de la Défense Ursula von der Leyen lors d'une rencontre au Pentagone en 2017.

Des bombes nucléaires américaines sont présentes en territoire allemand et le « contrat de fonctionnement » de l’OTAN transforme automatiquement, en cas de conflit, les avions de la Bundeswehr en porteurs des armes atomiques américaines. Le Parti social-démocrate (SPD) revendique en 2020 l'évacuation de ces armes, ce qui suscite des réactions indignées de la CDU/CSU.
Le président américain Donald Trump demande régulièrement à l’Allemagne de porter ses dépenses militaires à au moins 2 % de son PIB.

## Tableau comparatif
|                       | Allemagne | États-Unis                                                                      |
| --------------------- | --- | ------------------------------------------------------------------------------- |
| Population            | 82 060 000 hab. | 317 627 401 hab.                                                                |
| Superficie            | 357 021 km² | 9 826 630 km²                                                                   |
| Densité               | 246/km² | 31/km²                                                                          |
| Capitale              | Berlin | Washington D.C                                                                  |
| Plus grande ville     | Berlin – 3 431 700 (5 000 000 aire métropolitaine)                                                                          | New York – 8 175 133 (19 006 798 aire métropolitaine)                           |
| Gouvernement          | République parlementaire fédérale                                                                                           | République présidentielle fédérale                                              |
| Langues officielles   | Allemand (de facto) | Anglais (de facto)                                                              |
| Religions principales | 64 % christianisme, 29,6 % sans religion, 5 % islam, 0,25 % judaïsme, 0,25 % bouddhisme, 0,10 % hindouisme, 0,09 % sikhisme | 73 % christianisme, 20 % sans religion, 2 % judaïsme, 1 % bouddhisme, 1 % islam |
| Groupes ethniques     | 80 % Allemands, 4,3 % Turcs, 17,7 % autres                                                                                  | 74 % Blancs américains, 13,4 % Afro-Américains, 4,4 % Asio-Américains           |
| PIB (nominal)         | 3 660 milliards $ (44 660 $ par habitant)                                                                                   | 14 441 milliards $ (47 440 $ par habitant)                                      |
| Américains allemands  | 99 891 Américains nés aux États-Unis vivent en Allemagne                                                                    | 50 764 352 de personnes d'origine allemande vivent aux États-Unis               |
| Dépenses militaires   | 45,93 milliards $ | 663,7 milliards $                                                               |